# Jüdischer Friedhof (Kempten)

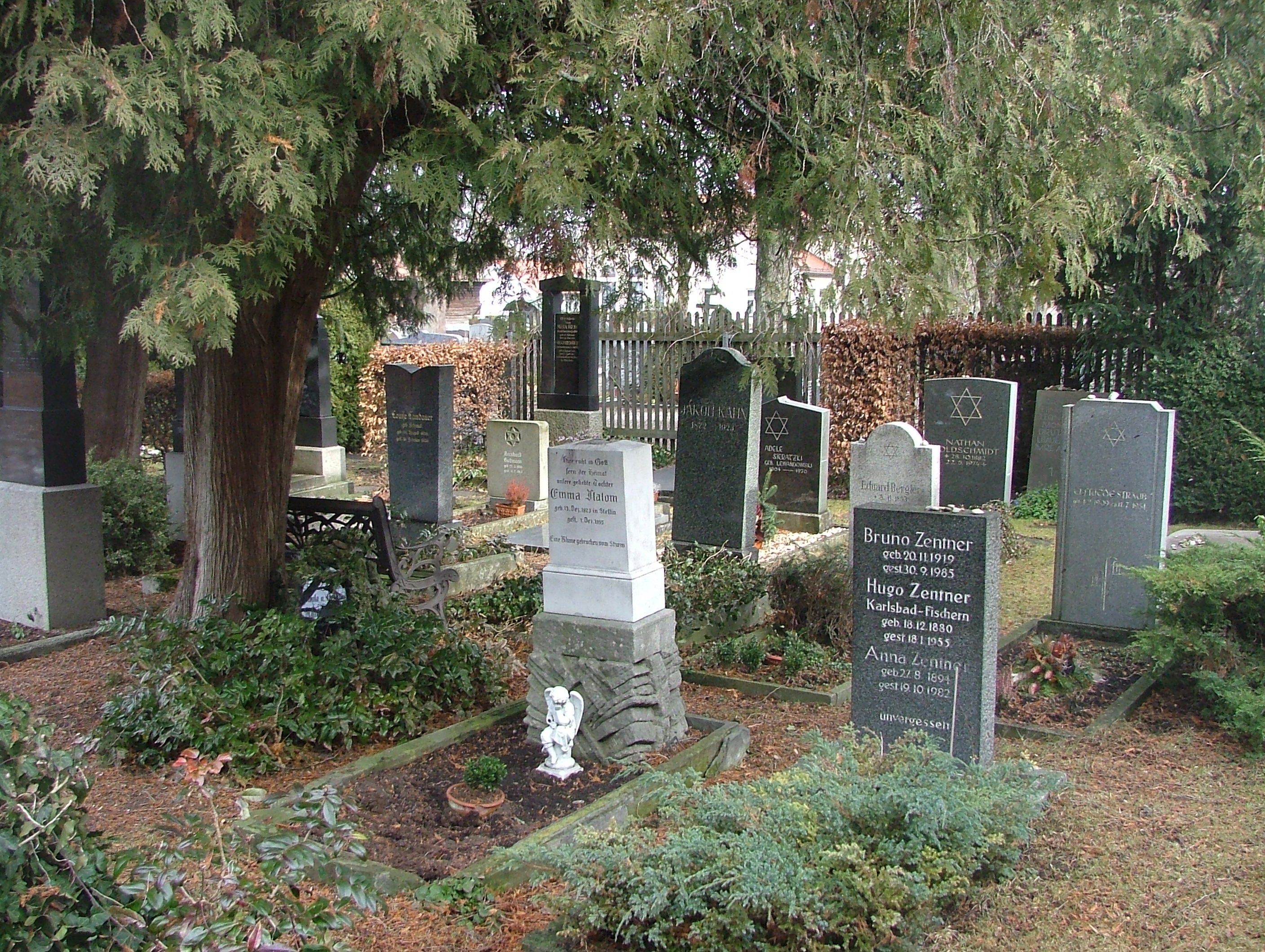
Der jüdische Friedhof in Kempten

Der Jüdische Friedhof in der kreisfreien Stadt Kempten im Allgäu ist eine kleine Bestattungsstelle für die Angehörigen der jüdischen Religion. Die letzte Bestattung fand im Jahr 2008 mit Sondergenehmigung statt, die Stätte ist eigentlich seit 1981 für weitere Beerdigungen geschlossen gewesen. Es war der Friedhof der Jüdischen Gemeinde Kempten.

## Geschichte
Der 1550 Quadratmeter große jüdische Friedhof wurde in den 1870er Jahren (vor 1876) von der jüdischen Filialgemeinde Kempten angelegt und liegt westlich des katholischen Friedhofs. Damit der jüdische Friedhof von den Nazis unbeschadet blieb, wurde auf Bürgermeister Otto Merkts Initiative eine Hecke um die kleine Fläche angelegt und der Friedhof am 20. Mai 1939 von der Stadt übernommen. In einer Ecke hinter dem Jüdischen Friedhof befindet sich ein Grabstein für nichtjüdische Zwangsarbeiter und KZ-Häftlinge, die während des Zweiten Weltkriegs dort beerdigt wurden.

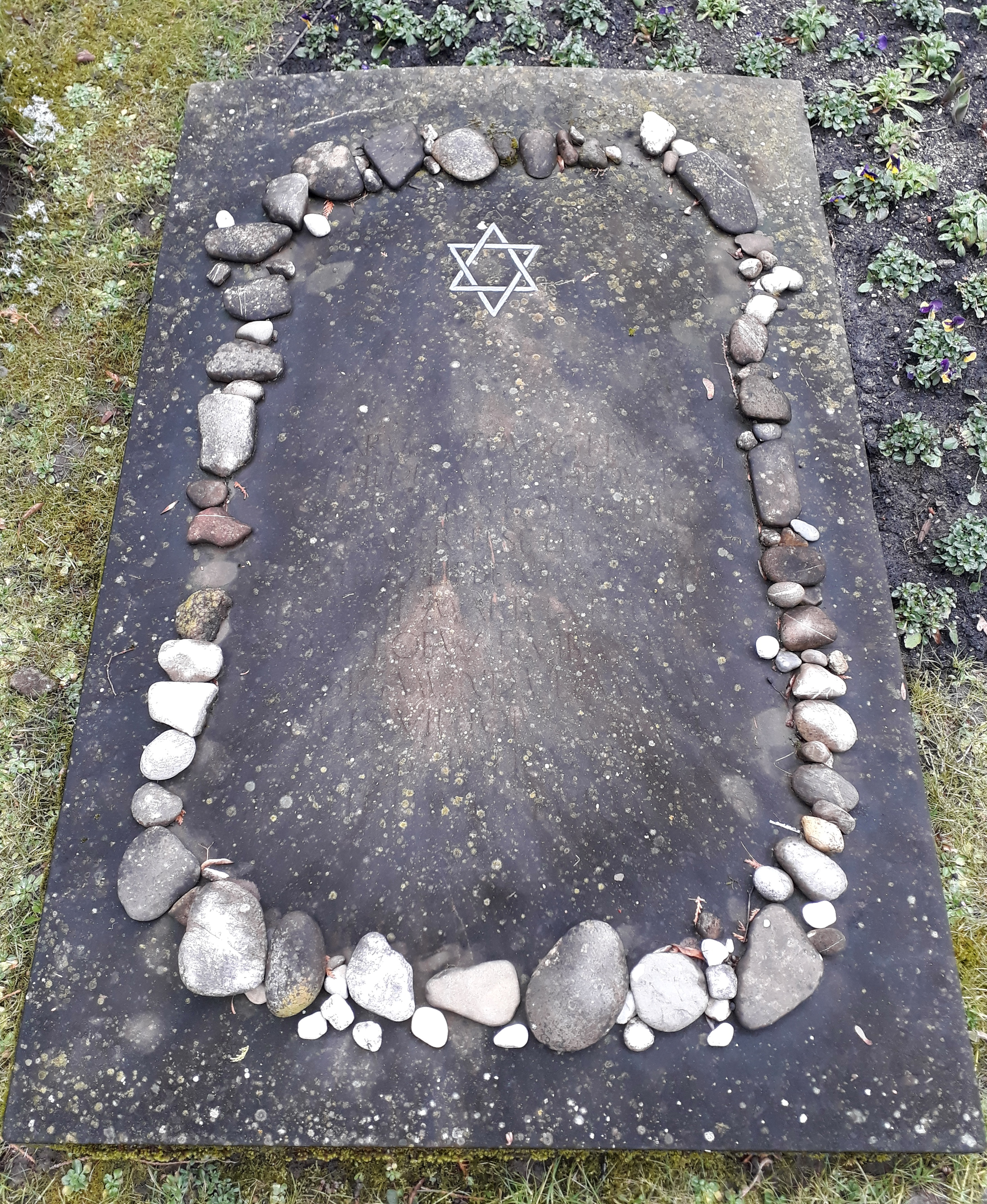
1960 errichteter Gedenkstein für 16 jüdische KZ-Opfer (2023)

Im Jahre 1960 wurde innerhalb des von einer Thuja-Hecke und Drahtzaun eingefriedeten Friedhofs ein Gedenkstein mit den Namen von 16 in der NS-Zeit ermordeten Kemptener Bürgern jüdischer Konfession aufgestellt: Die kaum lesbare Inschrift auf dem Gedenkstein für diese 16 jüdischen KZ-Opfer aus Kempten unterhalb des Davidsterns lautet:
Oskar und Hedwig Hauser

Mathilde Kohn ∙ Hedwig

Kohn ∙ Julius Kohn ∙ Edith

Landauer ∙ Else Liebenthal

Gertrud Liebenthal ∙ Bella

Kleeblatt ∙ Martha Kleeblatt

Rosa Loew ∙ Elvira Stein

Sigmund Ullmann

Louis Viktor ∙ Samuel

und Julie Walter

Sie alle lebten in Kempten

1942     1945
umrahmt im Uhrzeigersinn von links nach rechts von folgendem Psalm:
Der Du mich hast schauen lassen viel Not und Leiden

Du wirst wiederum mich beleben und aus

den Tiefen der Erde mich wiederum erheben Psalm 71/20

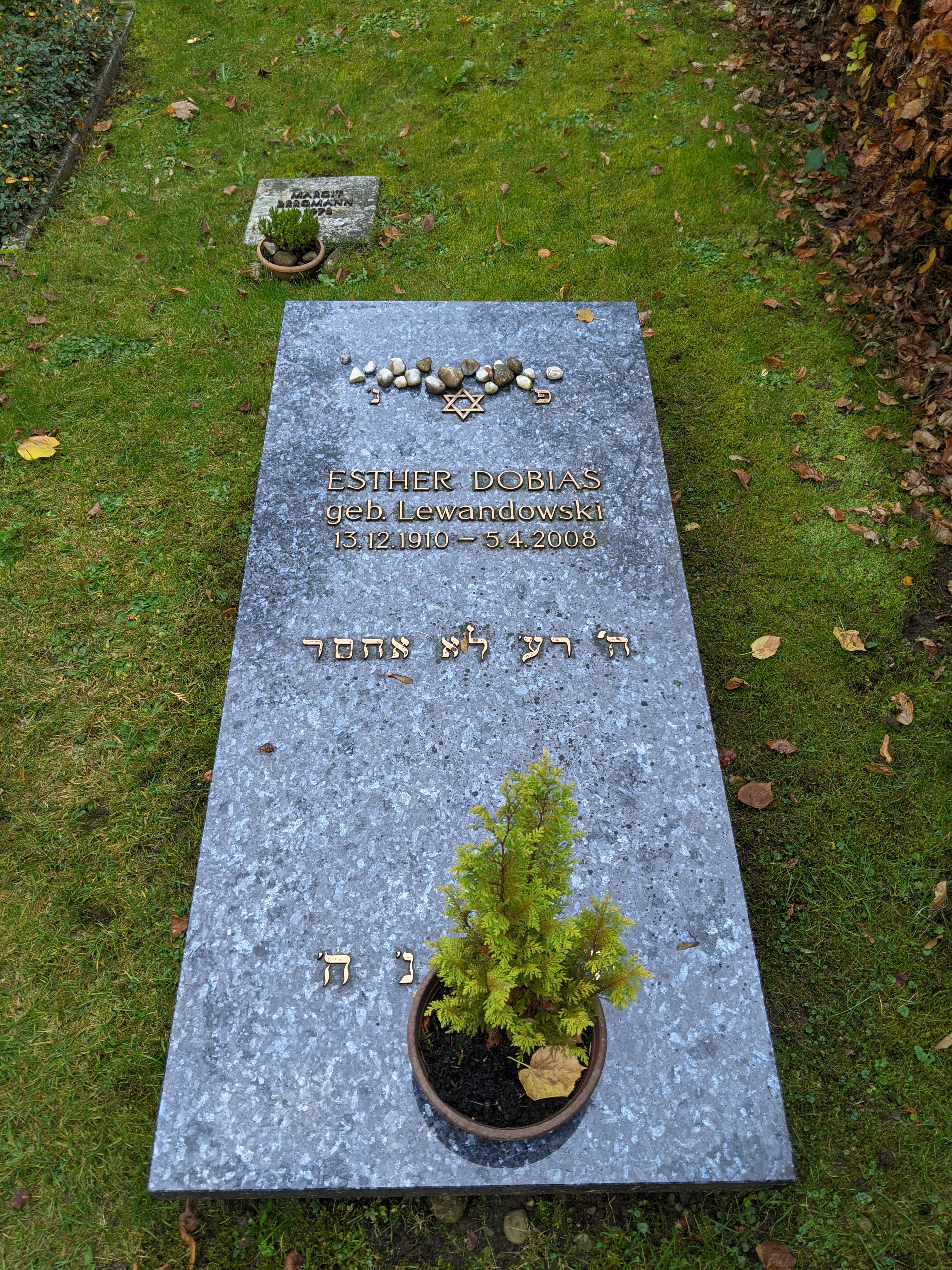
Vorerst das letzte Grab auf dem Friedhof: 2008 wurde mit einer Ausnahmegenehmigung Esther Dobias bestattet.

1954 wurde die erste jüdische Beerdigung nach dem Zweiten Weltkrieg von zahlreichen Interessierten verfolgt. Ein Jahr darauf übernahm der Landesverband der Israeliten den Friedhof von der Stadt. In den Jahren 1970 und 1981 erfolgten die vorerst letzten Beerdigungen auf dem Friedhof. Der Friedhof wurde daraufhin 1981 geschlossen. Im Jahre 2008 fand eine Bestattung mit einer Ausnahmegenehmigung statt. Bei dieser Bestattung wurde die mit 97 Jahren in Kempten verstorbene Else „Esther“ Dobias in der Nähe ihrer Schwester Adele beerdigt, wie sie es gewünscht hatte. Zwei Mitarbeiter eines jüdischen Bestattungsunternehmens schaufelten von Hand das Grab, weil der Friedhof so eng war, dass der Einsatz eines Baggers unmöglich war. Die Beisetzung nahm der Rabbiner Henry G. Brandt vor.